# Xiphidicera rufipes
Xiphidicera rufipes är en tvåvingeart som beskrevs av Macquart 1834. Xiphidicera rufipes ingår i släktet Xiphidicera och familjen puckeldansflugor.
Artens utbredningsområde är Frankrike. Inga underarter finns listade i Catalogue of Life.